# マットレス

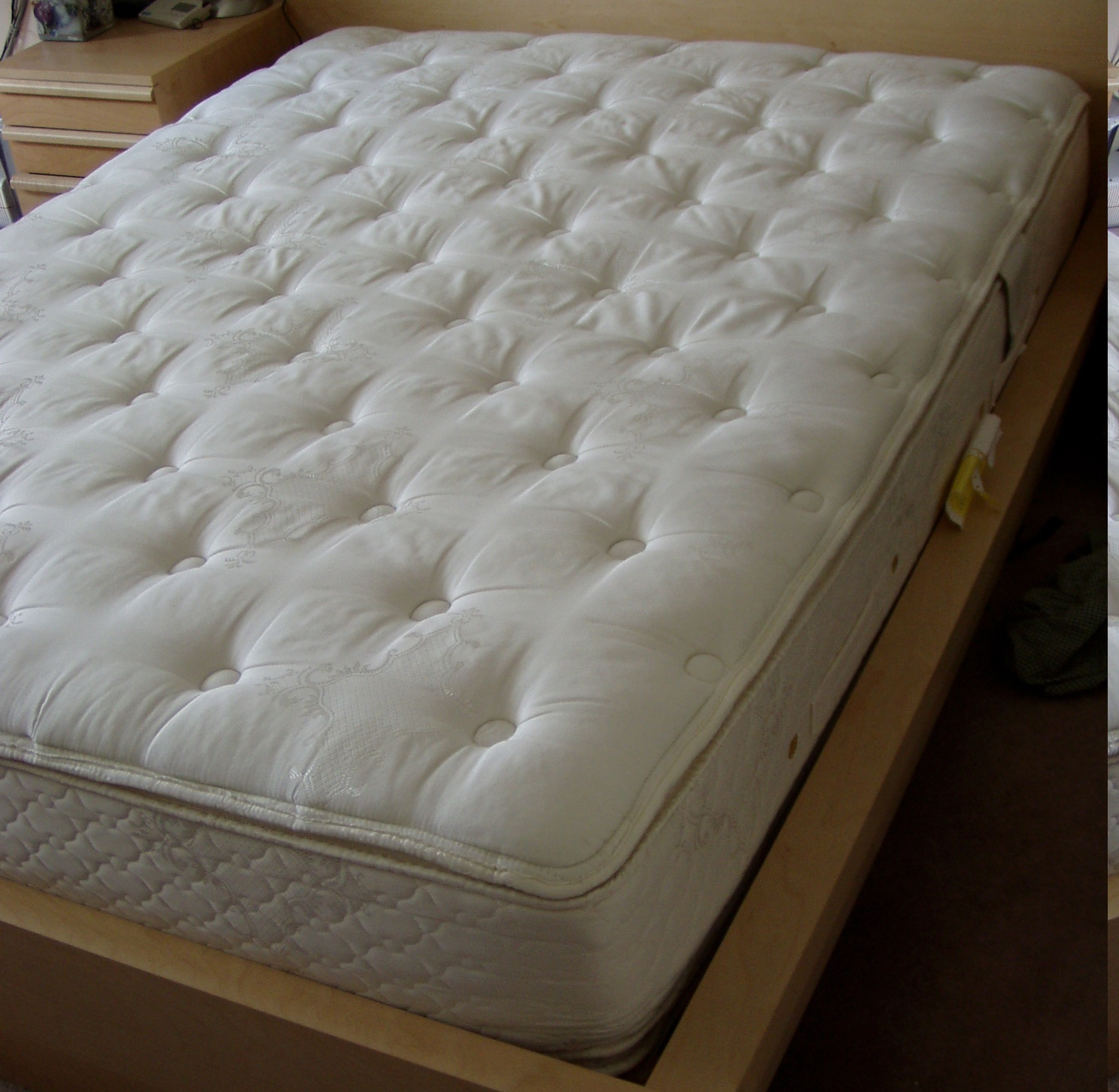
クイーンサイズのマットレス

マットレス(mattress)とは、ベッドの上や敷き布団の下などに用いる寝具である。
マットレスは大きく分けて、ベッド用と布団用に分けられる。ベッド用は主にベッドのボトムの上にのせて使用する。寝心地という面ではメインになるため様々なバリエーションがある。布団用は床の上に置きその上に布団がのる。あくまで敷き布団の補助といった意味合いで使われる。器械体操で使用されるマットは、マットレスではない。
なお、日本ではウレタンフォームマットレス及びスプリングマットレスについて家庭用品品質表示法の適用対象となっており雑貨工業品品質表示規程に定めがある。
南アフリカ共和国で発見された世界最古のマットレスは、7万7000年前に存在したとされ、アシやイグサを何層にも重ねて作られていた。20世紀に入ると、わらや綿を袋に詰めたものから、羽毛、馬の毛など、さまざまな天然素材が使われるように変化していく。北米でマットレスが一般的に販売されるようになると、スプリングと綿の中綿、繊維などの詰め物で構成されるようになった。

## 語源
日本語「マットレス」は英語 mattress からの借用語である。
mattress は古フランス語 materas に由来し、
さらに古くはアラビア語で「横たわる場所」を意味する matrah (مطرح, maṭraḥ) を語源とする。

## 種類

### ベッド用マットレス
- スプリング（ばね・コイルスプリング）マットレス

硬鋼線と呼ばれる線状の鋼をつかったもの。形状は様々ある。有名なものにボンネルコイルスプリング・ポケットコイルスプリングなどがある。
スプリングの上にはクッション層があり、これの配置によって以下の種類に分けられる。
- 両面 クッション層を両面に持つもの。定期的に上下表裏を変えることでより長く使える。
- 片面 ウレタン等で出来たクッション層を片面のみに持つもの 両面より買い替え寿命は短いが、湿気は逃しやすい。
- 交換可能 クッション層、カバーを交換出来るようにしたもの。

ウレタンマットレス
中材にウレタンのみを使用しているマットレス。加工の過程で反発力を変えられるためいわゆる「高反発ウレタン」と「低反発ウレタン」の2種類に分かれる。
ウレタンマットレスを使用するベッドフレームはウッドスプリング（板バネ）形式が多い。
パームマットレス
中材にやしの実（パーム）の繊維を使用しているマットレス。主に2段ベッドや介護ベッドに使われる。
ファイバーマットレス
ポリエチレンやポリエステルのプラスチック繊維を使用しているマットレス。通気性が高く水洗いできるのが特徴。

### 布団用マットレス
ウレタンマットレス
ベッド用に比べて厚みが薄くなる場合が多くウレタンの素材もほとんどが石油系の合成物質であるので安価なものが多い。また、ほとんどが三つ折りや二つ折りになるので持ち運びは楽である。
スプリング（ばね・コイルスプリング）マットレス
ベッド用よりも薄いが布団用のスプリングマットレスもある。

### エアーマットレス
エアーベッドとも呼ばれ、浮き袋のように空気を入れて使用する。2010年代には電動ポンプを内蔵するベッドも流通し、空気圧の調整や収納などが容易となったが、ビニール素材のものがほとんどであるため気密を保持といった耐久性が問題になることがある。簡易マットレスとして使われることも多い。浴室内で使用する風呂マットもある。

## サイズ
マットレスの大きさは国や地域によって同じ名称でも大きく異なる。以下は日本で一般的に用いられるサイズである。日本産業規格としては JIS S 1102:2017 があるが、この規格でサイズの名称が定められているわけではない。マットレスを処分する際はスプリングやコイルなどの種類、サイズによって回収金額が変動する。
- セミシングル(85cm×195cm)
- シングル(97cm×195cm)
- セミダブル(122cm×195cm)
- ダブル(140cm×195cm)
- ワイドダブル(152cm×195cm)
- クイーン(170cm×195cm)
- キング(200cm×195cm)

| JISで規定されている 呼び寸法 (幅) [mm] | 通称       |
| -------------------------------------- | ---------- |
| 820                                    |            |
| 980                                    | シングル   |
| 1100                                   |            |
| 1200                                   | セミダブル |
| 1400                                   | ダブル     |
| 1520                                   | クィーン   |

| JISで規定されている 呼び寸法 (幅) [mm] | 通称         |
| -------------------------------------- | ------------ |
| 1950                                   | スタンダード |
| 2050                                   | ロング       |